# Геца Кон
Геца Кон (Чонград, 2. август 1873 — Панчево, 1941) био је српски књижар и издавач.

## Биографија
Рођен је као Гејза 2. августа 1873. године у Чонграду, у мађарском делу Аустроугарске, од оца рабина Бернарда Кона и мајке Лујзе, у познатој ашкенаској породици. Након његовог рођења породица се сели у Земун, где је отац био учитељ а Геца похађа Трговачку школу - књижарски смер. Затим похађа гимназију у Новом Саду, али 1889. године прекида школовање и запошљава се у књижари Фридриха Бреслауера у Београду. Године 1894, враћа се у Нови Сад где прво учи занат, па постаје помоћник и на крају ради као пословођа у књижари Арсе Пајевића. Код Пајевића у књижарској радњи на почетку Дунавске улице, провео је даровити Гејза пуних седам година.
Године 1901, постаје српски држављанин - као Геца, и у Београду отвара књижару за српску и страну књижевност у Кнез Михаиловој улици бр. 1. поред Гранд хотела. Око њега се окупљају истакнути књижевници и други интелектуалци тог доба, сарадници Српског књижевног гласника: Слободан Јовановић, Бранислав Нушић, Андра Гавриловић, Јаша Продановић, Божидар Ковачевић, Милош Црњански и многи други.
Од 1902. године био је ожењен Бечлијком Лујзом Вајс. Имали су две ћерке: Елвиру, удату за трговца санитетским материјалом Фрању Баха, и Малвину, удату за Леополда Херцога, индустријалца из Земуна.
Због календара Ратник, у којем се величају победе српске војске над аустроугарским трупама, окупационе власти 1916. године хапсе и интернишу Гецу Кона у једном концентрационом логору код Нежидера у Градишћу. Књижара је затворена, а књиге на руском, енглеском и француском језику су јавно спаљене.
После Првог светског рата, Геца Кон успешно наставља свој рад. Приликом оснивања првог удружења српских књижара 1921. године изабран је за потпредседника, а 1929 и 1932. године за председника удружења. Те 1929. године издаје 2000. књигу.
Године 1934, обједињује своју књижару и радњу за продају лабораторијског материјала свог зета Фрање Баха у Кнез Михаиловој 8 и ту оснива „Издавачко предузеће Геца Кон А. Д.“. Највећу издавачку продукцију остварио је у периоду између 1930. и 1940. године, објављујући преко 200 наслова у току једне године. 1935. године, Конова књижара била је на првом месту у Београду по броју издања, међу којима су најзаступљенији били уџбеници, над којима је имао монопол.
Стекао је велико богатство и саградио вилу у Добрачиној улици бр. 30. Поседовао је први луксузни аутомобил у Београду и чак га је позајмљивао властима Краљевине Југославије у репрезентативне сврхе, на пример приликом посете председника Чехословачке Едварда Бенеша (1937).
Осим по великој издавачкој делатности, Геца Кон је био познат по великој новчаној подршци књижевницима и свим вреднијим културним институцијама. Основао је Геца 5. новембра 1933. године "Академију седам уметности", као новчану награду, која се додељивала сваке године једном књижевнику или уметнику. Велики део средстава уложио је у популарисање дела домаћих писаца кроз библиотеке "Наша књига", "Златна књига", "Српски народ у 19. веку", као и кроз оне везане за школску лектиру. О његовом доброчинству сведочи и књижевник Божидар Ковачевић: "Од своје зараде он је више него ико помагао домаћу књижевност. Писцима чије књиге нису најбоље ишле давао је пристојне хонораре, као и сиромашним, да би могли несметано, ослобађајући се напорног новинарског рада, да остваре замишљена књижевна дела (...) Песнику Драгољубу Филиповићу за патриотску збирку "Косовски божури", Кон је неколико пута платио хонорар да би га материјално помогао јер је, стварно, живео у великој оскудици".
По немачкој окупацији Србије 1941, упркос бројним упозорењима и дојавама од стране пријатеља и познаника, Геца Кон одбија да напусти Србију. Шестог априла са породицом бежи из Београда у Врњачку бању, где је убрзо ухапшен; прво бива заточен у Београду, па потом у Бечу.
Гецу Кона и његову породицу убио је немачки окупатор 1941. године. Место Гециног страдања није познато. Претпоставља се да је стрељан у бечком затвору или при каснијем ислеђењу у Грацу. Једино је његов други зет, Леополд Херцог избегао стрељање; сви остали чланови породице: жена Лујза Вајс, ћерке Елвира и Малвина, зет Фрањо Бах, као и четворо унучади, стрељани су код места Јабука близу Панчева у јесен 1941. године.
Целокупна имовина им је заплењена: куће у Добрачиној 30 и Сремској 4, два стана у улици Страхињића Бана, књижара и једна радња у Кнез Михајловој, као и плац на Дедињу (где ће после рата министар Јован Веселинов подићи вилу, у коју ће се касније уселити председник Слободан Милошевић). Највреднији део књижног фонда пренесен је у Националну библиотеку у Бечу.
Издавачку кућу је 1942. године преузело немачко предузеће Југоисток (Südost), које је окупатор користио за ширење политичке пропаганде. После ослобођења, 14. децембра 1944. године, предузеће је претворено у Издавачко предузеће Просвета.
Захваљујући књижном фонду од преко пет хиљада издатих наслова из свих области људског стваралаштва, Геца Кон је још увек присутан на тржишту књига.
Његова сестра Бланка удата Рајс има унука Јована Рајса који је преживео холокауст и писао о томе.

## Дела
Прва књига коју је издао 1905. била је Синтакса српског језика за средње школе Јанка П. Лукића. Године 1907, објављује први превод стране књиге, Принца Николоа Макијавелија (тада издат под насловом Владалац).
Објавио је велики број књига, по 200 наслова годишње, а 1925. године издао је 160 наслова. Међу њима су била: сабрана дела Слободана Јовановића, Јиречекову Историју Срба, Дворниковићеву Карактерологију Југословена, Цвијићево Балканско полуострво, дела Јована Јовановића Змаја, Јована Скерлића, Бранислава Нушића, Тихомира Ђорђевића и других. Од страних аутора издавао је дела Зигмунда Фројда, Карла Маркса, Бенедета Крочеа и многих других. Замислио и уобличио је серију дечјих књига Златна књига и Плава птица, серију Школски писци, библиотеку стране књиге Плејада и филозофску библиотеку Каријатиде. Издавао је и правну литературу, међу осталом значајно дело Основи јавног права Краљевине Србије из 1907. године. Покренуо је "Архив за правне и друштвене науке", који је излазио неколико деценија.
Геца Кон покренуо је Едицију романа за децу Плава птица. Ово је била само једна од многих едиција из области књижевности и стручне литературе за децу и одрасле које је покренуо. Едиција Плава птица сматра се најбољом едицијом књига за децу икада објављеном на српском језику.